# Río Mali Babuk
El río Mali Babuk (en ruso: Малый Бабук) es un arroyo del Cáucaso septentrional en el raión de Abasia de la república de Karacháyevo-Cherkesia del sur de Rusia. Es un afluente por la derecha del río Mali Zelenchuk, que desemboca en el río Kubán.

## Curso
El río nace en los montes al este de Inzhich-Chukún, que separan sus aguas de las del valle del Kubán. Su curso discurre por 7 km por un valle poco pronunciado en dirección oeste-noroeste hasta la desembocadura en la orilla derecha del Mali Zelenchuk en Elburgan. Recibe en la orilla derecha de curso medio las aguas del Bolshói Babuk, su principal afluente.